# Municipio de Butler (condado de Calhoun)
El municipio de Butler (en inglés: Butler Township) es un municipio ubicado en el condado de Calhoun en el estado estadounidense de Iowa. En el año 2010 tenía una población de 873 habitantes y una densidad poblacional de 9,47 personas por km².

## Geografía
El municipio de Butler se encuentra ubicado en las coordenadas 42°31′0″N 94°44′15″O / 42.51667, -94.73750. Según la Oficina del Censo de los Estados Unidos, el municipio tiene una superficie total de 92.21 km², de la cual 92,21 km² corresponden a tierra firme y (0 %) 0 km² es agua.

## Demografía
Según el censo de 2010, había 873 personas residiendo en el municipio de Butler. La densidad de población era de 9,47 hab./km². De los 873 habitantes, el municipio de Butler estaba compuesto por el 97,37 % blancos, el 0,34 % eran afroamericanos, el 0,8 % eran amerindios, el 0,23 % eran asiáticos, el 0,69 % eran de otras razas y el 0,57 % eran de una mezcla de razas. Del total de la población el 2,63 % eran hispanos o latinos de cualquier raza.